# Форналёва, Ольга Сергеевна
Ольга Сергеевна Форналёва (до 2021 — Лифанова; род. 26 апреля 1998, Заринск, Алтайский край) — российская волейболистка, связующая.

## Биография
Начала заниматься волейболом в 2007 в ДЮСШ города Заринска, в 2011 включённой в структуру СШОР «Заря Алтая». 1-й тренер — Т. Ф. Воробьёва. С 2012 на протяжении двух сезонов выступала за барнаульскую команду «Алтай-Педуниверситет» в высшей лиге «Б» чемпионата России, а в 2014 приглашена в ВК «Омичка». В составе омской команды в 2015 дебютировала в суперлиге, но в 2016 клуб прекратил существование и волейболистка перешла во владивостокскую «Приморочку». В дальнейшем также играла за «Спарту» (Нижний Новгород) и «Сахалин».
В 2021 заключила контракт с челябинским ВК «Динамо-Метар», в составе которого вновь выступает в суперлиге чемпионата России.

### Клубная карьера
- 2012—2014 —  «Алтай-Педуниверситет» (Барнаул) — высшая лига «Б»;
- 2014—2016 —  «Омичка»-ГУОР (Омск) — молодёжная лига;
- 2015—2016 —  «Омичка» (Омск) — суперлига;
- 2016—2018 —  «Приморочка» (Владивосток) — высшая лига «А»;
- 2018—2019 —  «Спарта» (Нижний Новгород) — высшая лига «А»;
- 2019—2020 —  «Приморочка» (Владивосток) — высшая лига «А»;
- 2020—2021 —  «Сахалин» (Южно-Сахалинск) — высшая лига «А»;
- 2021—2022 —  «Динамо-Метар» (Челябинск) — суперлига;
- 2022—2023 —  «Спарта» (Нижний Новгород) — суперлига.
- с 2023 —  «Динамо-Метар» (Челябинск) — суперлига

## Достижения
- победитель (2019) и двукратный серебряный призёр (2017, 2018) чемпионатов России среди команд высшей лиги «А».
- серебряный призёр розыгрыша Кубка Сибири и Дальнего Востока 2016.